# Porządzie
Porządzie (prononciation : [pɔˈʐɔnd͡ʑe]) est un village polonais de la gmina de Rząśnik dans le powiat de Wyszków de la voïvodie de Mazovie dans le centre-est de la Pologne.
Il se situe à environ 5 kilomètres à l'est de Rząśnik (siège de la gmina), 12 kilomètres au nord de Wyszków (siège du powiat) et à 62 kilomètres au nord-estde Varsovie (capitale de la Pologne).
Le village possède une population de 690 habitants en 2006.

## Histoire
De 1973 à 1975, la gmina faisait partie du territoire de la voïvodie de Varsovie, puis de 1975 à 1998, de la voïvodie d'Ostrołęka.

Depuis 1999, la gmina Rząśnik est située dans la voïvodie de Mazovie.